# André Versaille
André Versaille (nom de plume d’André Asaël), né le 9 juillet 1949 à Anvers, est éditeur, écrivain et documentariste.

## Éditions Complexe
André Versaille crée sa première maison d’édition en 1971. Elle s’appelle Complexe, du nom de la petite revue étudiante qu’il avait fondée dans le sillage des événements de mai 68. « Complexe » fait référence à l’idée de « complexité » développée par Edgar Morin. « Son nom indique d’emblée que la maison ne cherche pas la facilité ». Sur les conseils de son ami Vladimir Dimitrijević, fondateur et directeur des Éditions L'Âge d'Homme, il monte en même temps une structure de diffusion et de distribution de livres français sur le marché belge, La Nouvelle Diffusion. Dimitrijević lui confie la diffusion de son fonds sur le Benelux. Ensuite viendront Maspero, les Puf, Payot, et bien d’autres. L’expérience est rentable et bénéfique. « Ça mettait du beurre dans les épinards, reconnait André Versaille, mais ça nous a surtout appris le principe de réalité. Le véritable travail de l’éditeur commence quand le livre est sorti.
Un an après, Danielle Vincken le rejoint et s’associe à lui. C’est elle qui s’occupera de la Nouvelle diffusion, ainsi que de la partie administrative et commerciale de l’entreprise. « Son rôle fut essentiel, dira André Versaille. Il n’est pas exagéré de dire que la maison lui doit sa longue survie.» La Nouvelle diffusion aura diffusé près de 200 maisons d’éditions françaises, devenant ainsi le troisième diffuseur belge indépendant, importateur de livres français.

### Un catalogue d’auteurs
C’est Vladimir Dimitrijevic qui lui donna le sens et le goût du catalogue à bâtir. Et pour cela, sa relation aux auteurs fut un élément essentiel. Il dira : « Ce catalogue qui m’a tant apporté, c’est évidemment aux auteurs que je le dois, à ceux qui non seulement m’ont fait confiance, mais qui, à mes débuts, m’ont plus d’une fois recommandé à leurs amis. »
« Être éditeur pour lui, c’est avoir envie d’offrir des livres qu’on aime. (…) Et cet amoureux de la lecture n’a de cesse de faire partager ses passions. La profession d’éditeur, André Versaille n’est pas loin de la comparer à un artisanat amoureux. “Dans mon métier, il y a bien sûr 90 % de travail de routine (facturation, gestion de stock, invendus, etc.) mais ce travail est largement (ré)compensé par (…)  le plaisir que j’éprouve quand le livre sort. (…) Ensuite, je guette les premières réactions dans la presse, dans le public. Bien sûr, les chiffres de ventes, c’est important, mais je reste d’abord attentif à la qualité du livre et à vérifier que la presse et le public saisissent son intérêt”. »

### Au début, les sciences humaines
Complexe commence par publier des textes de sciences humaines et « constitue petit à petit un catalogue où on trouve Theodor Reik, Karl Popper, Theodor W. Adorno », et, « entre autres, le surprenant petit livre de Freud sur la cocaïne. » Car il « ne faudrait pas méconnaître les ouvertures psychanalytiques et philosophiques d’un éditeur qui s’est payé le luxe de mettre l’accent, bien avant d’autres sur des penseurs aussi conformes à nos souhaits actuels que Karl Popper ou Leszek Kołakowski. »

### Le goût de l’histoire
Le fonds Complexe est surtout constitué d’ouvrages historiques. Le goût de l’histoire lui fut donné par son père qui lui fit lire très jeune les auteurs de romans populaires historiques (Dumas, Féval, Orczy, Zévaco). La lecture du Comte de Monte-Cristo provoqua également son éveil à la conscience politique : « Son destin [celui d’Edmond Dantès] allait me faire saisir, confusément mais sûrement, que l’on pouvait être emprisonné pour des idées. » « Si j’ai lu plus tard Michelet, et plus tard encore Tocqueville, c’est bien grâce à Dumas. Bien sûr, j’ai pas mal évolué depuis, mais un premier amour littéraire - comme un premier amour tout court, d’ailleurs – ne s’oublie pas. Cependant, aujourd’hui, l’histoire m’intéresse comme lieu de débats, à explorer pour comprendre notre actualité. » En 1980, « André Versaille, crée la première collection d’inédits au format de poche, La Mémoire du Siècle. » « Le projet a vu le jour à la suite de discussions avec l’historien Philippe Ariès. J’avais envie de livres qui analysent les mentalités sur un temps court, à partir d’un moment historique donné à la faveur d’un événement qui cristallise les passions et opère comme un révélateur. » C’est « la collection qui devait asseoir la renommée de la maison. » « Une collection de petits ouvrages passionnants comme des romans policiers où un auteur compétent mais pas pète-sec traite d’une question cruciale qui a agité les esprits depuis 1900 (Le génocide arménien, Le procès de Vichy, La libération de Paris, Les Jeux olympiques de Berlin, L’assassinat de Jaurès ou La déstalinisation. »
« De petits livres (…) qui réconcilient l’histoire événementielle, politique, avec la longue durée, histoire des mentalités, la vie profonde des sociétés dont chaque événement est une crise. La réussite est telle que, dès l’an prochain, Complexe va lancer, sur le même principe, La Mémoire des siècles qui évoquera les événements-clés de l’histoire de l’humanité et la manière dont ils ont été vécus et pensés par leurs contemporains. » « De la mort de Socrate à la Commune de Paris. »

### Le Genre humain
« Dans le même temps, Complexe poursuit la publication de la revue Le Genre humain, qu’elle a repris (…) aux éditions Fayard. »», « si intelligemment animée par Maurice Olender qui, au fil des années a réussi à devenir un instrument d’analyse et de dénonciation des discriminations de tout bord. »

### Un colloque pour un anniversaire
Pour les 15 ans de Complexe, la maison a organisé à Bruxelles un colloque « Penser le XXe siècle », qui a réuni Hélène Carrère d’Encausse, Gérard Chaliand, Marc Ferro, Pierre Milza…. « Les éditions Complexe font désormais figure de doyen des petits éditeurs indépendants des années 1970-1980. (…) Deux atouts décisifs ont assuré la durabilité de l’entreprise : le choix de l’inédit au format de « poche » qui, vu son faible coût, ne surcharge pas le stock des libraires et peut ainsi demeurer « à vie » sur leurs rayonnages, et, dans le même temps, la mise en place d’un réseau autonome de diffusion-distribution : Nouvelle Diffusion (…). D’où un contrôle permanent de toute la chaine de vie du livre. C’est à partir de cette réflexion atypique mais déterminante qu’a pu se développer une véritable politique éditoriale, se constituer un catalogue d’auteurs, de textes inédits ou rares. »
En 2001, « près de 900 titres sont publiés depuis 1971, dont 500 restent au catalogue ; une quarantaine de livres par an pour un chiffre d’affaires de 10 millions de francs (1,5 million d’euros).

### La littérature
« Complexe se devait d’envahir la littérature. Utilisant la même tactique, André Versaille a lancé la collection Le Regard littéraire qui constitue une véritable originalité. (…) Nous voulions montrer, contre Lagarde et Michard, que la littérature peut être polémique ; qu’elle peut être même violente et fanatique », « des jugements d’écrivains sur leurs pairs ». « Récits de voyages ou écrits critiques et esthétiques de grands auteurs sur d’autres artistes : voyages de Taine, Régnier ou Mérimée, lettres de Proust et de Gide, pamphlets (…) de Gombrowicz contre les poètes, écrits sur la peinture de Barrès (Le Greco), de Zola (Manet) ou de Verhaeren (Ensor), sans oublier Gracq, Blanchot, Céline ou Zinoviev. »
« Cette collection ranime enfin le plaisir de « discuter » littérature. Dans la tradition du siècle dernier, Jules Barbey d’Aurevilly s’enflamme contre Diderot, tandis qu’Alexandre Dumas, encore lui, raconte dans ses Nouveaux Mémoires (inédits), ses relations avec Gérard de Nerval. On s’amuse beaucoup à comprendre comment un écrivain, en accablant un autre, brosse le plus souvent son propre portrait. »

### Un spectacle pour les20 ansde Complexe
Pour les 20 ans de Complexe, André Versaille a présenté un spectacle : La Bêtise, l’art et la vie – En écrivant Madame Bovary, interprété par François Périer et mis en scène par Claude Chabrol. « Une lettre « fictive » de Gustave Flaubert ou, plus exactement, une lettre constituée à partir d’extraits de différentes missives s’enchaînant pour n’en former qu’une seule, censée avoir été écrite au moment de l’élaboration de Madame Bovary. Cet exercice, qui pourra effrayer quelques puristes, aboutit en fait à un résultat étonnement convaincant, auquel n’a pu parvenir qu’un grand amoureux de Flaubert : André Versaille. »
Complexe lance la collection L’Heure furtive « qui propose de courtes fictions inédites d’auteurs étrangers (…) comme Bai Xianyong, Hadzis, Kavan , Iwaskievicz (…) ou Caïo Fernando Abreu. »

### Un best-seller:L’Âge des extrêmes, d’Eric Hobsbawm
En 1998, Complexe publie son best-seller L’Âge des extrêmes d’Eric Hobsbawm, dont l’éditeur assura lui-même la traduction de l’anglais. Un ouvrage « refusé par plusieurs éditeurs et qui a dépassé les 60 000 exemplaires. »
En 1999, le groupe éditorial Vilo rachète Complexe et la Nouvelle Diffusion. En 2003, Vilo est racheté par l'industriel Michel Scotto et l'imprimeur Dominique Stagliano. Danielle Vincken et André Versaille démissionnent,. Ce dernier crée alors la nouvelle maison d’édition qui porte son nom.

### Éditeur au sens anglo-saxon
André Versaille a conçu un Dictionnaire de la pensée de Voltaire par lui-même, « un travail remarquable où l’on découvre les multiples facettes de Voltaire »», ainsi qu’une édition des œuvres complètes de La Fontaine – Œuvres, sources et postérité, dont l’originalité principale réside dans la juxtaposition de chaque Conte ou Fable de La Fontaine avec le texte (d’Ésope, Boccace, Verdizotti, L’Arioste…) qui a inspiré le poète. Parallèlement, il conduit deux livres d’entretiens croisés : Voyage dans le demi-siècle – Entretiens croisés avec Gérard Chaliand et Jean Lacouture, et , 60 ans de conflit israélo-arabe, témoignages pour l’Histoire. Entretiens croisés avec Boutros Boutros-Ghali et Shimon Pérès.

## 2008: naissance d’André Versaille éditeur
En dehors de l’Histoire, André Versaille éditeur a publié une collection, Fragments d’une vie, de dictionnaires intimes où, par ordre alphabétique, des écrivains (Jean-Claude Carrière, Gilles Lapouge, Michel Le Bris et Alain Mabanckou…) racontent leurs souvenirs, leurs rencontres, leurs amitiés, leurs lectures…
À la suite d'aléas subis par cette seconde maison d’édition, il crée, aux éditions de L’Archipel, la collection qui a commencé par rééditer les titres d’Histoire les plus importants parus aux  éditions Complexe et chez André Versaille éditeur.

## Documentariste
Entre 2004 et 2019, André Versaille a passé plusieurs séjours au Rwanda où il a eu l’occasion d’interviewer de nombreux Rwandais. De cette expérience il a tiré deux documentaires traitant des douleurs post-génocidaires au Rwanda : « Auteur en 2014 de l’inoubliable Rwanda, la vie après – Paroles de mères, André Versaille poursuit son voyage avec ce volet (Rwanda, un génocide en héritage – Paroles de jeunes). Cadrés en plan rapproché, les sept jeunes nous fixent, conférant au film une force inouïe. Seule compte leur parole. (…) D’une intensité rare, le film exhume les souffrances tues. »,,,

## Parmi les auteurs publiés

### Historiens
Jean-Pierre Azema, Élie Barnavi, Jean-Jacques Becker, Serge Berstein, Pierre Chaunu, Marc Ferro, Max Gallo, Mohammed Harbi, Eric Hobsbawm, André Kaspi, Jean Lacouture, Jacques Le Goff, Pierre Milza, Zeev Sternhell, Maurice Vaisse, Jean-Pierre Vernant, Pierre Vidal-Naquet

### Politologues
Raymond Aron, Hélène Carrère d’Encausse, Gérard Chaliand, Alfred Grosser, Jean-François Revel

### Écrivains
Pierre Assouline, Maurice Blanchot, Elizabeth Bowen, Jean-Claude Carrière, Louis-Ferdinand Céline, Jerome Charyn, Hugo Claus, Witold Gombrowicz, Julien Gracq, Gilles Lapouge, Michel Le Bris, Alain Mabanckou, Pierre Mertens, Manuel Vasquez Montalban, Lyonel Trouillot, Israel Zangwill, Alexandre Zinoviev

### Hommes politiques
Daniel Cohn-Bendit, Boutros Boutros-Ghali, Shimon Peres, Guy Verhofstadt

### Psychanalistes
Sigmund Freud, Theodor Reik, Erich Fromm

### Philosophes
Theodor Adorno, Cornelius Castoriadis, Leszek Kolakowski, Edgar Morin, Karl Popper

### Scientifiques
Albert Jacquard, Desmond Morris

### Classiques
Baudelaire, Chateaubriand, Gracq, Flaubert, La Fontaine, Molière, Proust, Tolstoï, Voltaire, Zola

## Publications
En tant qu’auteur, il a publié : 
- Penser le XXe siècle, actes du colloque du 18-19 avril 1986 sous la direction de André Versaille, Éditions Complexe, 1990   (ISBN 2-87027-330-4).
- La Bêtise, l’art et la vie. En écrivant Madame Bovary (montage de la correspondance de Gustave Flaubert à Louise Colet), 1991.
- Dictionnaire de la pensée de Voltaire, 1994.
- Jean de La Fontaine : œuvres, sources et postérité, 1996.
- Voyage dans le demi-siècle. Entretiens croisés avec Gérard Chaliand et Jean Lacouture, Éditions Complexe, Collection Bibliothèque Complexe, 2001.
- Voltaire, un intellectuel contre le fanatisme, La Renaissance du livre 2002  (ISBN 2804605671).
- Boutros Boutros-Ghali, Shimon Peres, 60 ans de conflit israélo-arabe, témoignages pour l’Histoire, Éditions Complexe, 2006  (ISBN 2804800709).
- Autodictionnaire Voltaire, Éditions Omnibus, 2013.
- Les musulmans ne sont pas des bébés phoques : pour en finir avec notre déni !, La Tour d'Aigues, Éditions de l'Aube, coll. « Monde en cours », 2017, 260 p. (ISBN 978-2-8159-2516-7).
- Armande ou le Chagrin de Molière, Les Presses de la Cité, 2022, 365 p.  (ISBN 978-2-258-20011-1).
- Tout Molière, Ed. Bouquins, 2022, 2300 p.  (ISBN 978-2-221-24121-9)